# 卡拉伊姆·巴特利
卡拉伊姆·巴特利（英語：Karayme Bartley，1995年9月10日—），牙买加男子田径运动员，2022年世界田径锦标赛男子4×400米接力银牌得主、2022年北美、中美和加勒比海田径锦标赛男子4×400米接力和混合4×400米接力银牌得主。